# Por Aqui e por Ali
A Walk in the Woods (bra/prt: Por Aqui e por Ali) é um filme estadunidense de 2015, do gênero comédia dramática biográfica, dirigido por Ken Kwapis, protagonizado por Robert Redford, também produtor aqui, no papel de Bill Bryson, jornalista e escritor estadunidense.
O filme é a adaptação cinematográfica do diário A Walk in the Woods escrito em 1998 pelo próprio Bryson, no qual ele narra com humor sua aventura com seu amigo Stephen Katz, ao cruzar uma das trilhas mais famosas do mundo, a Trilha dos Apalaches, com cerca de 3 510 quilômetros de extensão.

## Sinopse

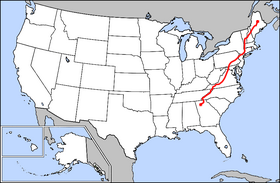
O mapa da Trilha dos Apalaches

O idoso escritor Bill Bryson decide tentar uma caminhada muito exigente na Trilha dos Apalaches, com mais de três mil quilômetros de extensão. Por insistência de sua esposa Catherine, que teme por sua segurança, o homem então procura alguém para compartilhar a viagem. A única pessoa disponível para a empresa é Stephen Katz, um velho amigo que não via há anos e com quem enfrentara uma ousada viagem à Europa há mais de quarenta anos. Bill e Stephen se aventuram assim numa experiência que lhes reservará muitas surpresas.

## Elenco
- Robert Redford como Bill Bryson
- Nick Nolte como Stephen Katz
- Emma Thompson como Catherine Bryson
- Kristen Schaal como Mary Ellen
- Nick Offerman como REI Dave
- Mary Steenburgen como Jeannie
- Hayley Lovitt como Donna
- R. Keith Harris como Sam Bryson

## Produção
Inicialmente se pensava em Richard Linklater como diretor do projeto.
A filmagem começou em 5 de maio de 2014 em Los Angeles.

## Lançamento
O filme foi apresentado no Festival Sundance de Cinema em 23 de janeiro de 2015.
O filme foi lançado nos cinemas dos Estados Unidos em 2 de setembro de 2015. Em Portugal, o filme foi lançado em 8 de outubro de 2015.

## Recepção
A Walk in the Woods recebeu críticas mistas dos críticos. No Rotten Tomatoes, o filme detém uma avaliação de 47%, com base em 167 críticas, com nota média de 5,50/10. O consenso crítico do site diz: “Amigável, mas menos atraente do que qualquer filme de viagem estrelado por Robert Redford e Nick Nolte deveria ser, A Walk in the Woods é, em última análise, um pouco prosaico”. No Metacritic, o filme tem uma pontuação de 51 em 100, com base em 30 críticos, indicando “críticas mistas ou médias”. No CinemaScore, o público deu ao filme uma nota média de “B” em uma escala de A+ a F.

## Prêmios e indicações
- 2016 - Georgia Film Critics Association[12]
  - Indicação para o melhor filme produzido na Geórgia